# Presegno
Presegno (in bresciano  Prezégn) è una frazione del comune bresciano di Lavenone posta in altura rispetto al centro abitato.

## Storia
La località era un piccolo villaggio montano di antica origine.
Presegno divenne frazione di Ono su ordine di Napoleone, ma gli austriaci annullarono la decisione al loro arrivo nel 1815 con il Regno Lombardo-Veneto.
Dopo l'unità d'Italia, il paese non diede segni di crescita demografica. Fu il fascismo a decidere la soppressione del comune unendolo a Lavenone.